# C7H16O2
化学式C7H16O2（摩尔质量：132.20 g/mol）可能指：
- 醚
  - 1,1-二乙氧基丙烷，CAS号：4744-08-5 
  - 1,2-二乙氧基丙烷（德语：1,2-Diethoxypropan），CAS号：10221-57-5 
  - 2,2-二乙氧基丙烷，CAS号：126-84-1
- 一元醇
  - 1-丁氧基-2-丙醇，CAS号：5131-66-8 
  - 1-叔丁氧基-2-丙醇（荷兰语：1-tert-butoxypropan-2-ol），CAS号：57018-52-7
- 二元醇
  - 1,7-庚二醇，CAS号：629-30-1 
  - 2,2-二乙基-1,3-丙二醇，CAS号：115-76-4 
  - 2-甲基-2-丙基-1,3-丙二醇，CAS号：78-26-2 
  - 2,4-二甲基-2,4-戊二醇，CAS号：24892-49-7

|  | 这个同类索引页列出了具有相同分子式的化学物（即同分異構體）条目。 除非您是有意链接至本页，否则应将相应条目的内部链接指向正确的条目。 |